# Konrad Müller-Kurzwelly

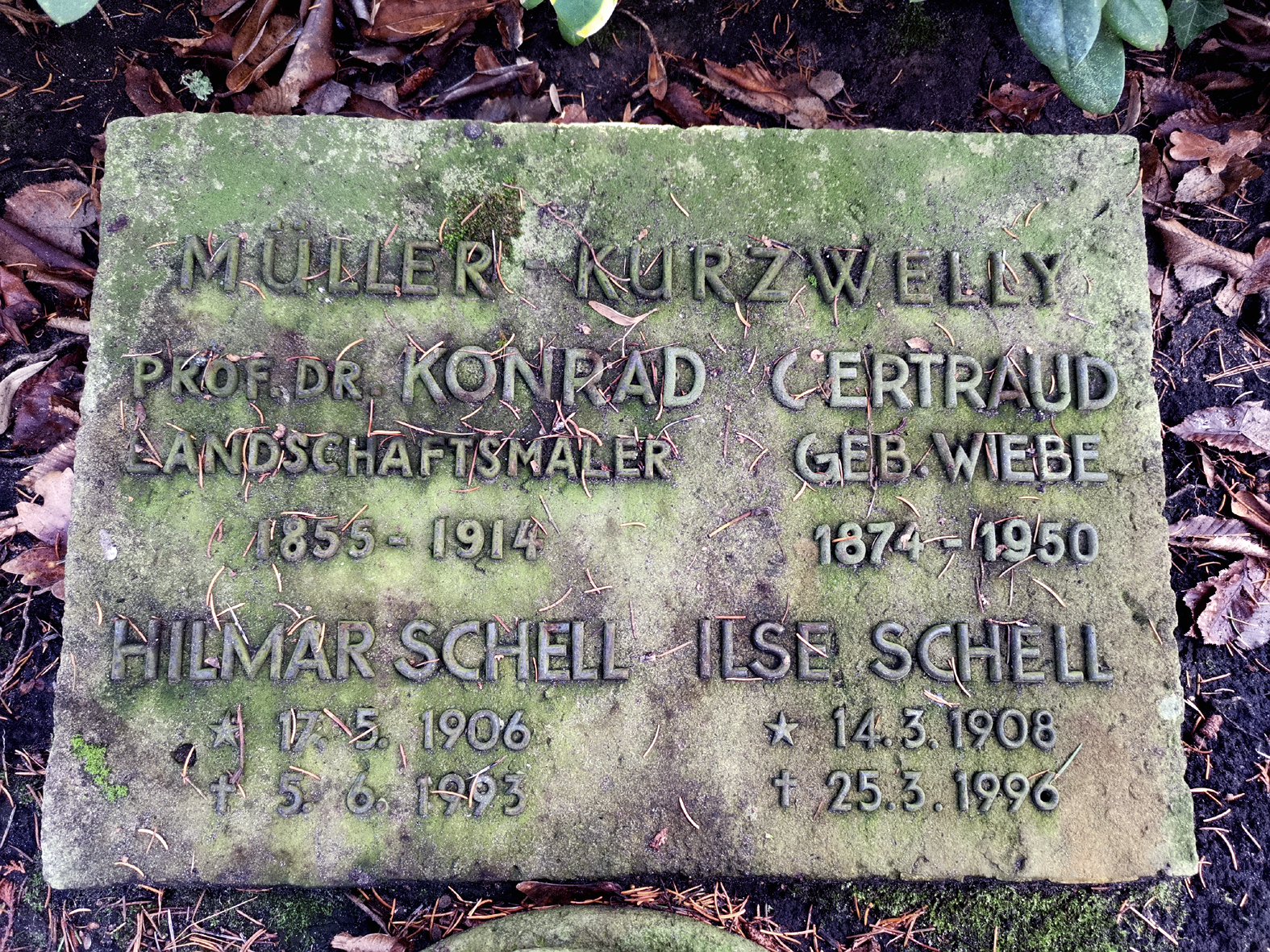
Grabstein von Konrad Müller-Kurzwelly auf dem Parkfriedhof Berlin-Lichterfelde

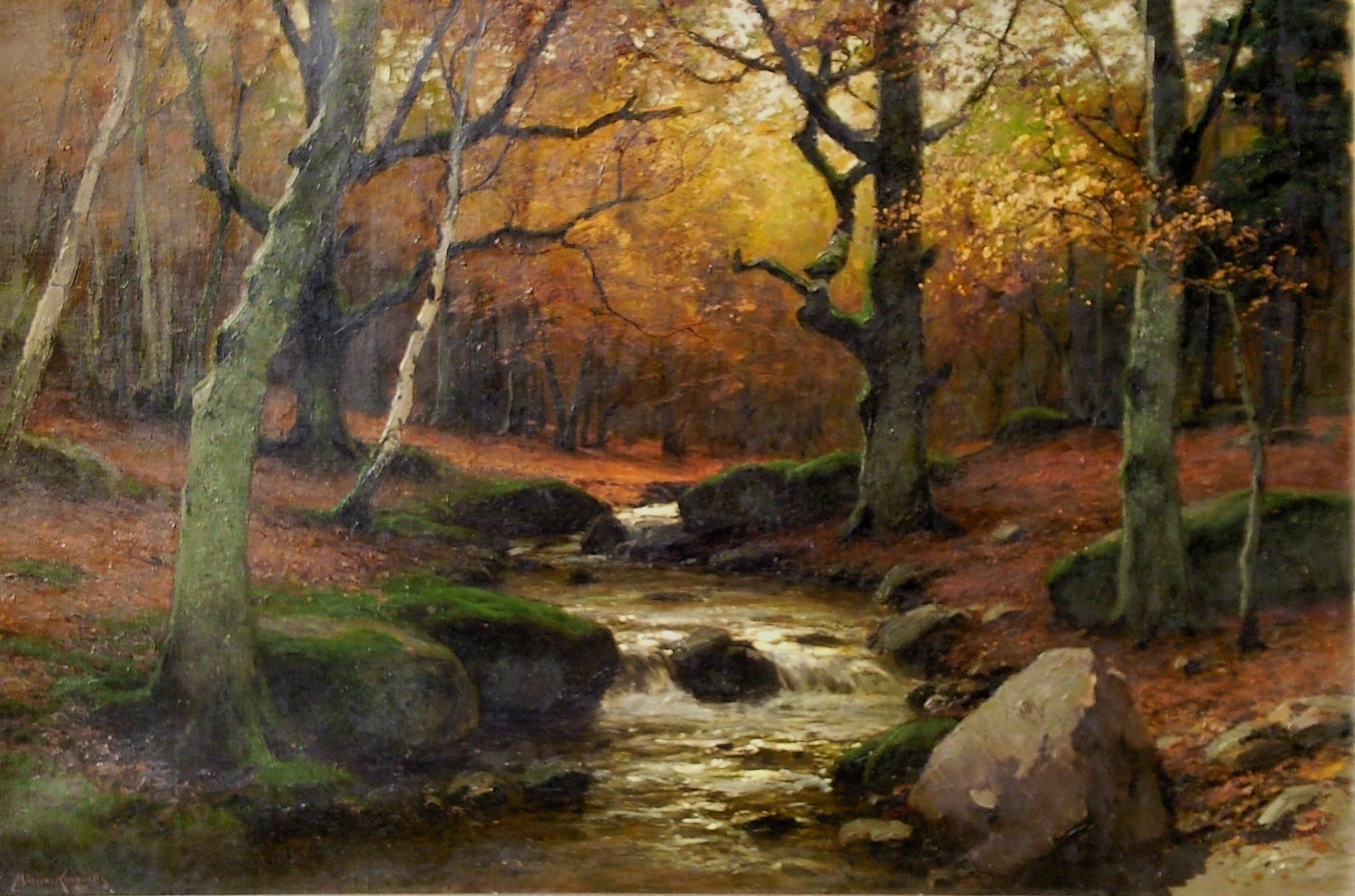
Bachlauf im Waldinneren, um 1907, Öl auf Leinwand, 100 × 150 cm

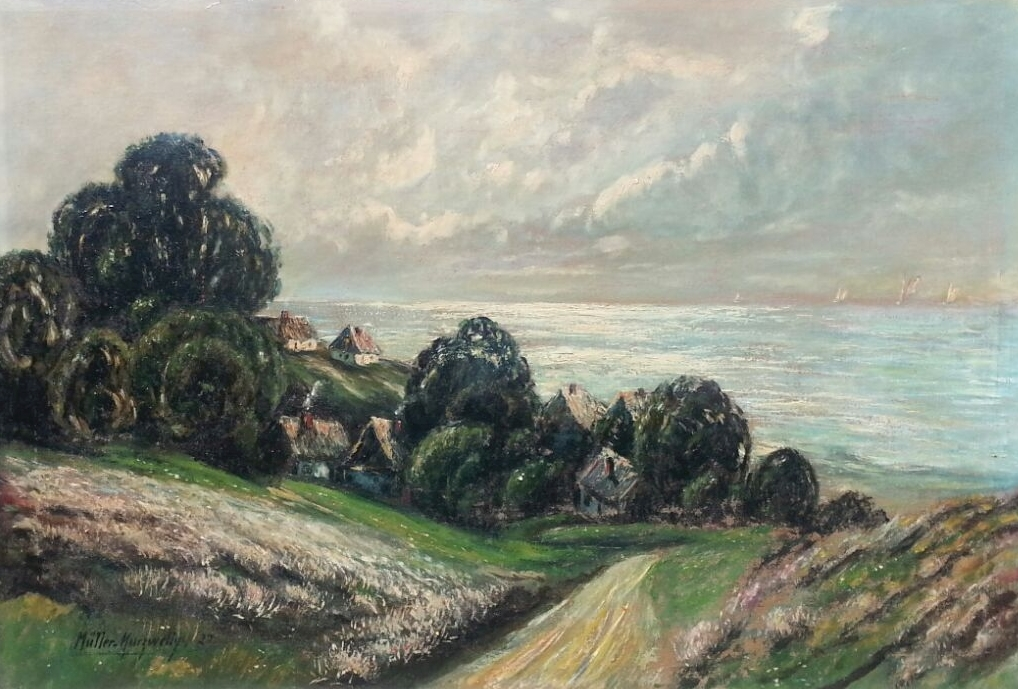
Vitt auf Rügen, Öl auf Leinwand, 1922, 55 × 75 cm

Konrad Alexander Müller-Kurzwelly (* 29. Juli 1855 in Chemnitz; † 4. Juli 1914 in Berlin-Lichterfelde) war ein deutscher Maler. Seine Bekanntheit erlangte er als einflussreicher Künstler des Naturalismus und deutschen Impressionismus.

## Leben
Konrad  Müller-Kurzwelly war der Sohn von Carl Alexander Müller (1828–1906) und dessen deutsch-schwedischer Ehefrau Clara Therese, geborene Kurzwelly (1829–1898). Gemeinsam mit seinen Brüdern Georg Alexander und Sven Alexander (1857–1940) wuchs er in Schweden auf, wo sein Vater seit 1856 als Leiter der agrikulturchemischen Versuchsstation der Königlich-Schwedischen Forst- und Landwirtschaftsakademie („Experimentalfältet“) tätig war.
Nach seinem Studium der Philosophie, Geschichte und Kunstgeschichte an der Universität Jena wurde er 1881 zum Dr. phil. promoviert. Als Schüler von Hans Fredrik Gude, der in Berlin die Meisterklasse für Landschaftsmalerei leitete, studierte er zwischen 1881 und 1885 an der Berliner Akademie. Daneben bestanden Verbindungen zu Schülern von Hermann Eschke und zu den Künstlerkolonien auf Rügen, Hiddensee, Ahrenshoop sowie Ekensund bei Flensburg. 1883 trat Müller-Kurzwelly dem Verein Berliner Künstler bei, dem er bis zu seinem Tode angehörte.

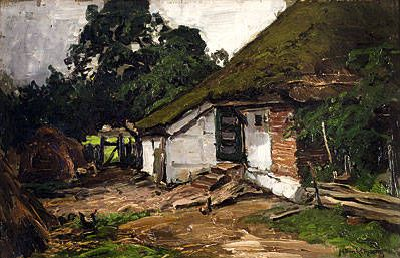
Gehöft in Mecklenburg, um 1885, Öl auf Karton, ca. 30 × 50 cm

## Künstlerischer Einfluss
Zusammen mit Friedrich Stahl und Hugo Schnars-Alquist war Konrad Müller-Kurzwelly 1891 in der Ausstellungskommission des Vereins Berliner Künstler (Salon 1891) vertreten. Zusammen mit Walter Leistikow, Ludwig von Hofmann und anderen Künstlern gehörte Konrad Alexander Müller-Kurzwelly 1892 zu den Gründungsmitgliedern der Künstlergruppe „Vereinigung der XI“, - Vorläufer der Berliner Sezession der später auch Max Liebermann und Arnold Böcklin angehörten. 1895 bis 1896 war er Delegierter der Ausstellungs-Kommission der Internationalen Kunstausstellung in Berlin für Schweden.

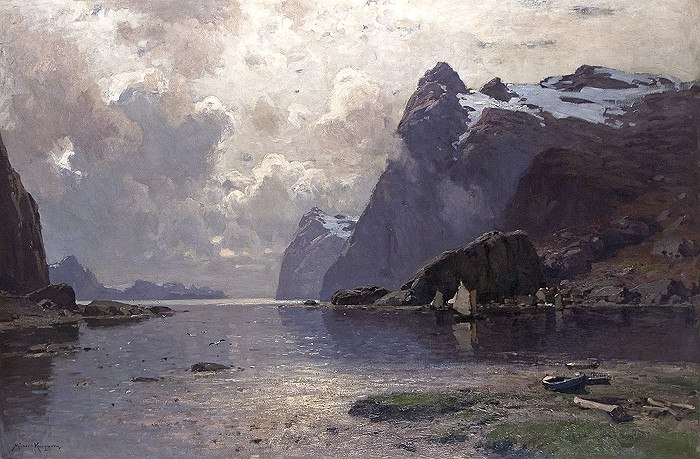
Stornas (Fjord im Licht der Abendsonne), um 1897
, Öl auf Leinwand, 100 × 150 cm

## Künstlerisches Gesamtwerk
Konrad Müller-Kurzwelly ging von der realistischen Landschaftsmalerei in der Nachfolge der Schule von Barbizon aus und orientierte sich stark an der Wiedergabe atmosphärischer Stimmungen, die im Besonderen seine Bilder prägen. Erzählerische Elemente, Details oder Staffagen setzte er sparsam ein. Oft entstanden impressionistische Plein-Air-Studien, die als eigenständige Werke betrachtet werden können, aus denen jedoch oft nachträglich im Atelier großformatige museale Gemälden entstanden. Wichtig war es ihm, sinnlich erfahrbare Eindrücke der Natur in den verschiedensten Jahreszeiten wiederzugeben und in den Gemälden einen Pol der Ruhe zu schaffen, entgegen der damaligen Hektik der sich stetig vergrößernden Hauptstadt Berlin.
Müller-Kurzwelly hatte seinen Erfolg als Landschaftsmaler insbesondere mit Waldstücken und stimmungsvollen Naturimpressionen.
Seine Gemälde, die größtenteils Naturbeobachtungen aus dem Umland Berlins, dem Spreewald aber auch der Ostseeküste entstammen, stellte er ab 1883 kontinuierlich im Salon und auf den Großen Berliner Kunstausstellungen aus.

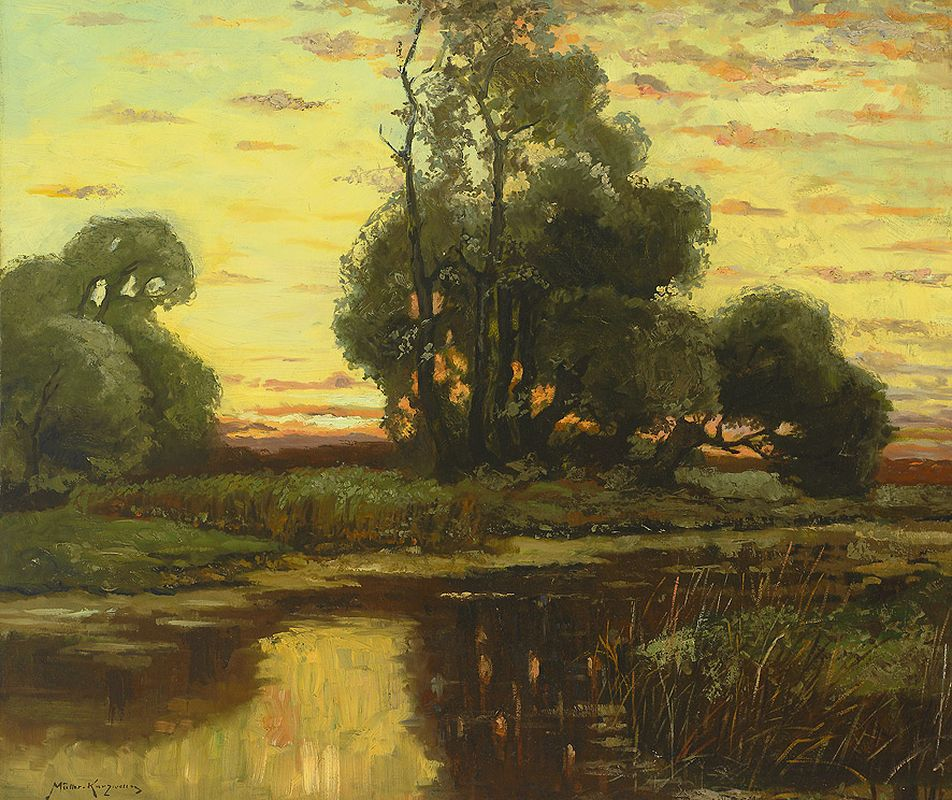
Abendliche Teichlandschaft, Landschaftsstudie, Öl auf Leinwand, 65 × 75,5 cm

Sehr beliebt sind die Werke Müller-Kurzwellys bei deutschstämmigen Ausländern. Ein Großteil seines Werkes wurde bei Bombenangriffen in Berlin im Zweiten Weltkrieg unwiederbringlich zerstört. Gemälde von Konrad-Alexander Müller-Kurzwelly befinden sich heute in den Museen von Prag, Riga, Kaliningrad und Breslau. Eine kleine Auswahl von Gemälden wird in der Berlinischen Galerie gezeigt.

## Werke (Auswahl)
- Rügenlandschaft bei Vitt, um 1880
- Windflüchter
- Waldsee nach dem Regen
- Grasende Rinderherde, um 1895
- Bachlauf bei Sonnenuntergang
- Nach Sonnenuntergang
- Stornas (Fjord im Licht der Abendsonne), um 1897
- Sonnenaufgang am Meer
- Licht der See (Rügenlandschaft)
- Waldsee am Abend
- Waldlandschaft im Winter
- Bachlauf im Waldinneren, um 1907